# Casillas (kommun)
Casillas är en kommun i Spanien.   Den ligger i provinsen Provincia de Ávila och regionen Kastilien och Leon, i den centrala delen av landet, 70 km väster om huvudstaden Madrid. Antalet invånare är 799. Arean är 12,0 kvadratkilometer. Casillas gränsar till Santa María del Tiétar, Rozas de Puerto Real, El Tiemblo, El Barraco och Sotillo de la Adrada. 
Terrängen i Casillas är lite bergig.